# Renzo Saravia
Renzo Saravia (Villa de María, 16 giugno 1993) è un calciatore argentino, difensore dell'Atlético Mineiro.

## Caratteristiche tecniche
È un terzino destro, dotato di una buona tecnica individuale, possiede inoltre un ottimo senso della posizione e buona capacità di corsa sulla fascia.

## Carriera

### Club

#### Gli inizi al Belgrano e Racing
Cresciuto calcisticamente nel Belgrano, dove in sei stagioni ha collezionato 79 presenze tuttavia senza mai segnare. Passa poi nell'estate 2017, al Racing Club dove vince il campionato argentino, nella stagione 2018-2019.

#### Porto e prestito all'Internacional
Il 9 giugno 2019 viene ingaggiato dal Porto con cui firma un contratto quadriennale.
Tuttavia al Porto trova poco spazio e il 28 febbraio 2020 viene ceduto in prestito all'Internacional.

#### Botafogo e Atletico Mineiro
L'8 aprile 2022 ha firmato un contratto a tempo indeterminato per il Botafogo.
Il 16 febbraio 2023, viene acquistato dall'Atletico Mineiro.

### Nazionale
Nel settembre 2018 esordisce con la nazionale argentina, giocando da titolare nell'amichevole disputata contro il Guatemala vinta dall’Albiceleste per 3-0.
Nel giugno 2019, viene inserito dal CT. Lionel Scaloni, nella lista dei convocati per la Coppa America.

## Statistiche

### Presenze e reti nei club
Statistiche aggiornate al 3 maggio 2019.
| Stagione           | Squadra            | Campionato         | Campionato | Campionato | Coppe nazionali | Coppe nazionali | Coppe nazionali | Coppe continentali | Coppe continentali | Coppe continentali | Altre coppe | Altre coppe | Altre coppe | Totale | Totale |
| Stagione           | Squadra            | Comp               | Pres       | Reti       | Comp            | Pres            | Reti            | Comp               | Pres               | Reti               | Comp        | Pres        | Reti        | Pres   | Reti   |
| ------------------ | ------------------ | ------------------ | ---------- | ---------- | --------------- | --------------- | --------------- | ------------------ | ------------------ | ------------------ | ----------- | ----------- | ----------- | ------ | ------ |
| 2012-2013          | Belgrano           | PD                 | 8          | 0          | CA              | 1               | 0               | -                  | -                  | -                  | -           | -           | -           | 9      | 0      |
| 2013-2014          | Belgrano           | PD                 | 5          | 0          | CA              | 0               | 0               | -                  | -                  | -                  | -           | -           | -           | 5      | 0      |
| 2014-2015          | Belgrano           | PD                 | 8          | 0          | CA              | 0               | 0               | -                  | -                  | -                  | -           | -           | -           | 8      | 0      |
| 2015               | Belgrano           | PD                 | 28         | 0          | CA              | 0               | 0               | -                  | -                  | -                  | -           | -           | -           | 28     | 0      |
| 2016               | Belgrano           | PD                 | 6          | 0          | CA              | 4               | 0               | -                  | -                  | -                  | -           | -           | -           | 10     | 0      |
| 2016-2017          | Belgrano           | PD                 | 18         | 0          | CA              | 1               | 0               | -                  | -                  | -                  | -           | -           | -           | 19     | 0      |
| Totale Belgrano    | Totale Belgrano    | Totale Belgrano    | 73         | 0          |                 | 6               | 0               |                    | -                  | -                  |             | -           | -           | 79     | 0      |
| 2017-2018          | Racing Club        | PD                 | 18         | 0          | CA              | 0               | 0               | CS+CL              | 0+6                | 0                  | -           | -           | -           | 24     | 0      |
| 2018-2019          | Racing Club        | PD                 | 21         | 0          | CA              | 0               | 0               | CS                 | 1                  | 0                  | -           | -           | -           | 22     | 0      |
| Totale Racing Club | Totale Racing Club | Totale Racing Club | 39         | 0          |                 | 0               | 0               |                    | 7                  | 0                  |             | -           | -           | 46     | 0      |
| Totale carriera    | Totale carriera    | Totale carriera    | 112        | 0          |                 | 6               | 0               |                    | 7                  | 0                  |             | -           | -           | 125    | 0      |

### Cronologia presenze e reti in nazionale
| Cronologia completa delle presenze e delle reti in nazionale ― Argentina | Cronologia completa delle presenze e delle reti in nazionale ― Argentina | Cronologia completa delle presenze e delle reti in nazionale ― Argentina | Cronologia completa delle presenze e delle reti in nazionale ― Argentina | Cronologia completa delle presenze e delle reti in nazionale ― Argentina | Cronologia completa delle presenze e delle reti in nazionale ― Argentina | Cronologia completa delle presenze e delle reti in nazionale ― Argentina | Cronologia completa delle presenze e delle reti in nazionale ― Argentina |
| Data                                                                     | Città                                                                    | In casa                                                                  | Risultato                                                                | Ospiti                                                                   | Competizione                                                             | Reti                                                                     | Note                                                                     |
| ------------------------------------------------------------------------ | ------------------------------------------------------------------------ | ------------------------------------------------------------------------ | ------------------------------------------------------------------------ | ------------------------------------------------------------------------ | ------------------------------------------------------------------------ | ------------------------------------------------------------------------ | ------------------------------------------------------------------------ |
| 7-9-2018                                                                 | Los Angeles                                                              | Argentina                                                                | 3 – 0                                                                    | Guatemala                                                                | Amichevole                                                               | -                                                                        |                                                                          |
| 16-10-2018                                                               | Gedda                                                                    | Brasile                                                                  | 1 – 0                                                                    | Argentina                                                                | Amichevole                                                               | -                                                                        | 69’                                                                      |
| 16-11-2018                                                               | Córdoba                                                                  | Argentina                                                                | 2 – 0                                                                    | Messico                                                                  | Amichevole                                                               | -                                                                        |                                                                          |
| 7-6-2019                                                                 | San Juan                                                                 | Argentina                                                                | 5 – 1                                                                    | Nicaragua                                                                | Amichevole                                                               | -                                                                        |                                                                          |
| 15-6-2019                                                                | Salvador                                                                 | Argentina                                                                | 0 – 2                                                                    | Colombia                                                                 | Coppa America 2019 - 1º turno                                            | -                                                                        | 52’                                                                      |
| 23-6-2019                                                                | Porto Alegre                                                             | Qatar                                                                    | 0 – 2                                                                    | Argentina                                                                | Coppa America 2019 - 1º turno                                            | -                                                                        |                                                                          |
| 9-10-2019                                                                | Dortmund                                                                 | Germania                                                                 | 2 – 2                                                                    | Argentina                                                                | Amichevole                                                               | -                                                                        | 76’                                                                      |
| 13-10-2019                                                               | Elche                                                                    | Ecuador                                                                  | 1 – 6                                                                    | Argentina                                                                | Amichevole                                                               | -                                                                        | 77’                                                                      |
| 18-11-2019                                                               | Tel Aviv                                                                 | Argentina                                                                | 2 – 2                                                                    | Uruguay                                                                  | Amichevole                                                               | -                                                                        |                                                                          |
| Totale                                                                   |                                                                          | Presenze                                                                 | 9                                                                        |                                                                          | Reti                                                                     | 0                                                                        |                                                                          |

## Palmarès

### Club

#### Competizioni nazionali
- Campionato argentino: 1

Racing Club: 2018-2019

#### Competizioni statali
- Campionato mineiro: 3

Atlético Mineiro: 2023, 2024, 2025